# Gypsophila iranica
Gypsophila iranica är en nejlikväxtart som beskrevs av Youssef Ibrahim Barkoudah. Gypsophila iranica ingår i släktet slöjor, och familjen nejlikväxter. Inga underarter finns listade i Catalogue of Life.